# Ostrocerca dimicki
Ostrocerca dimicki is een steenvlieg uit de familie beeksteenvliegen (Nemouridae). De wetenschappelijke naam van de soort is voor het eerst geldig gepubliceerd in 1936 door Frison.